# Dante Di Serego Alighieri
Dante Di Serego Alighieri oder Allighier, gelegentlich auch Dante Alighieri Di Serego (* 1843 in Verona; † 1895 in Venedig), war von 1879 bis 1881 und von 1883 bis 1888 Bürgermeister Venedigs. Ihm folgte im November 1888 Lorenzo Tiepolo im Amt. In Di Seregos Zeit fallen die ersten Motorisierungen des öffentlichen Schiffsverkehrs, der Ausbau der Eisenbahnverbindungen, die ersten Bemühungen Streiks zu legalisieren und die Gründung des Gazzettino, der lokalen Tageszeitung. Auch die ingenieurmäßige Umwandlung von Stadt und Lagune nimmt in dieser Zeit ihren Anfang, ebenso wie der verstärkte öffentliche Kult um kulturelle und nationalpolitische Heroen.

## Leben
Geboren 1843 in Verona wurde Di Serego 1878 erstmals zum Bürgermeister Venedigs gewählt. Am 16. April 1883 wurde er wiedergewählt, um am 15. September 1885 in seinem Amt bestätigt zu werden, das er bis zum 2. Juni 1888 innehatte.

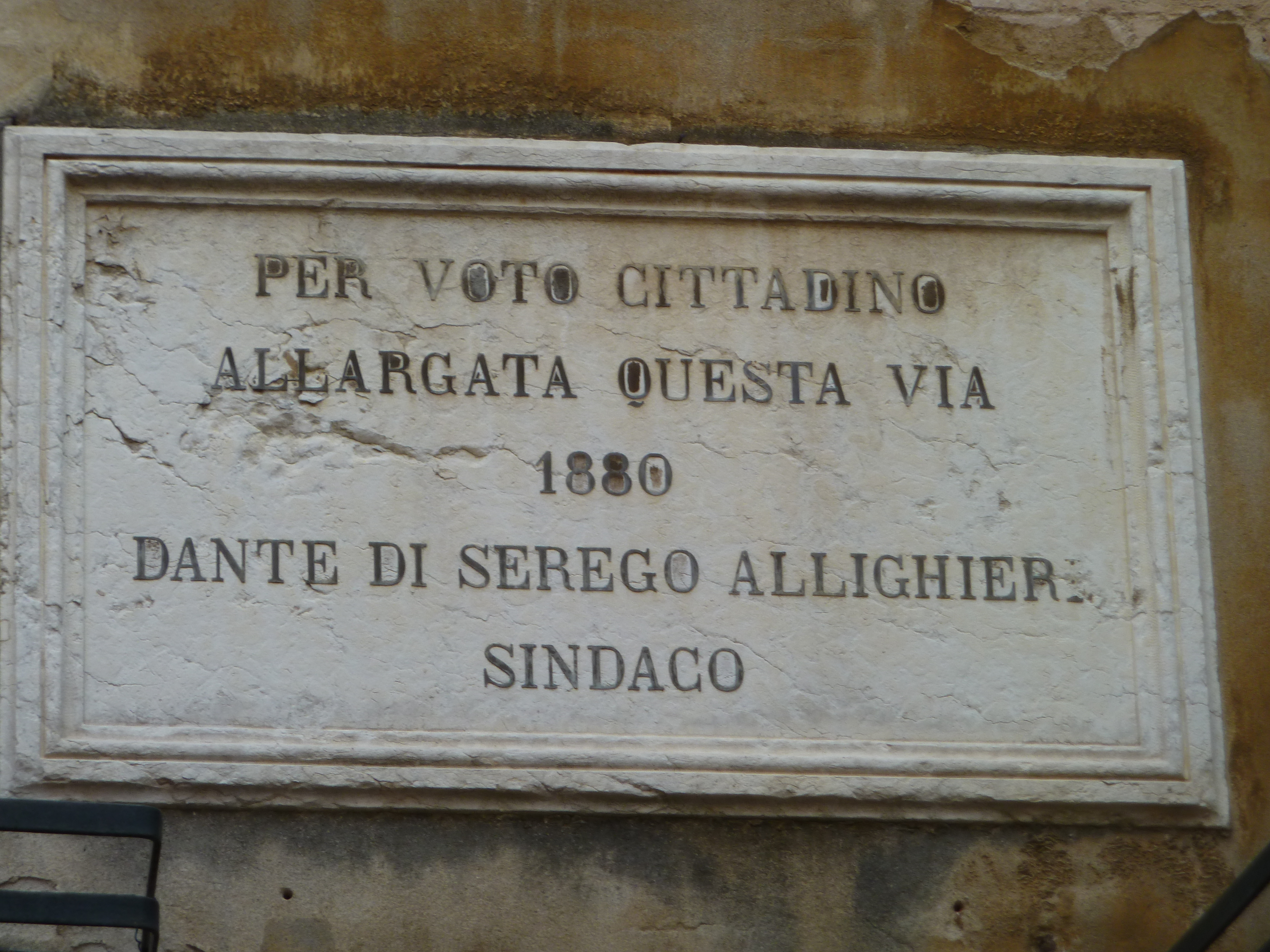
Gedenktafel zur Erinnerung an die Verbreiterung der Straße Calle Larga XXII Marzo, die auf die Kirche San Moisé zuläuft

Er förderte stark die Erinnerung an die revolutionären Aufstände in Venedig und war eine der treibenden Kräfte für den Ausbau der Calle larga XXII Marzo im Jahr 1880. Zudem förderte er den Ausbau der Eisenbahnstrecke von Mestre nach Portogruaro. 1881 zählte Venedig 129.851 Einwohner. 

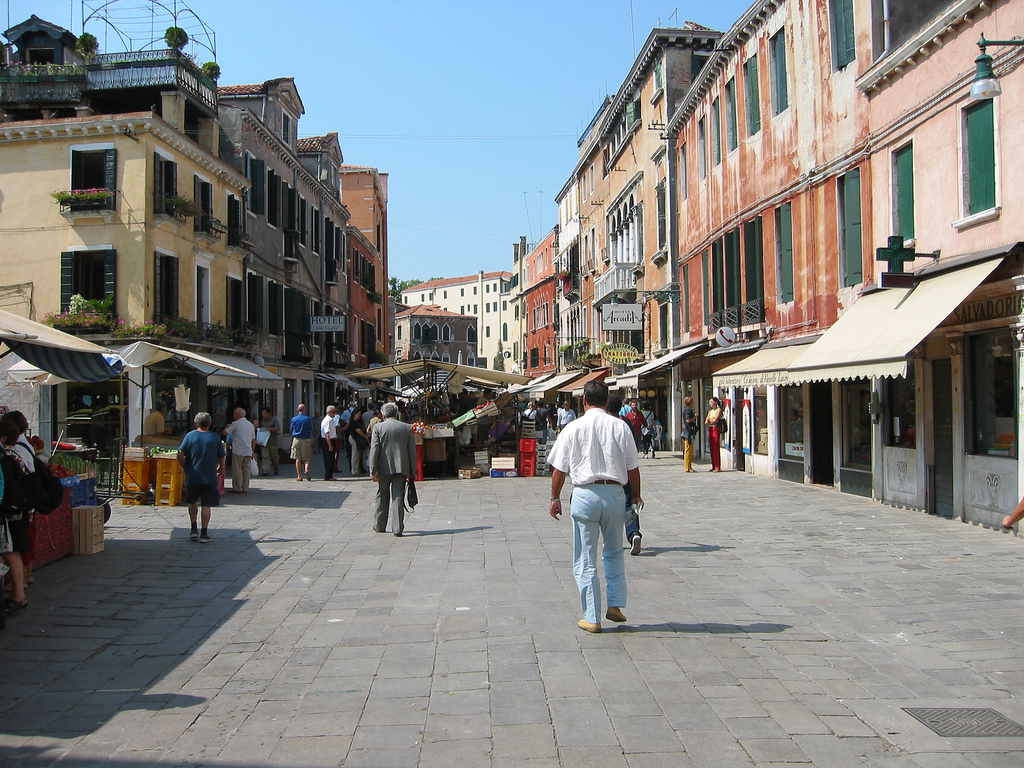
Abschnitt der heutigen Strada Nova

1880 bis 1883 erfolgte der Bau der Cassa di risparmio, der örtlichen Sparkasse, was einen massiven Eingriff in das Bild des Platzes darstellte. Das Gleiche galt für die Verbreiterung der Strada Nova bis zum Ponte di S. Moisè. Für ein Schulgebäude, das Gaspare Gozzi, wurde die Kaserne S. Francesco di Paola abgerissen, die in Wirklichkeit ein ehemaliger Konvent war, in dem Soldaten stationiert waren.
1880 wurde das Museo Correr auf der Basis der Stiftung von Todaro Correr, zu dieser Zeit noch unweit des Fontego dei Turchi gelegen, eingeweiht.
Am 24. April 1881 fuhr das erste dampfgetriebene Schiff, ein Vaporetto über den Canal Grande. Gegen dessen Einführung wehrten sich die Gondolieri, die ab dem 1. November streikten. 2000 Familien waren von der übermächtigen Konkurrenz betroffen. Der Bürgermeister forderte sie zur Beendigung des Streiks auf. Sie mussten nach wenigen Tagen nachgeben, zumal die Dampfschiffe von Soldaten und Matrosen gesichert wurden. 1883 fuhren erstmals Vaporetti vom Lido nach San Zaccaria. 1886 kam es erstmals zu einem Freispruch von streikenden Arbeitern, die 1884–85 im Ausstand um höhere Löhne gewesen waren.
1882 begann der Ausbau des Hafens von Lido, wo 1884 eine Polizeistation entstand.
Nachdem zur Erinnerung an Daniele Manin eine Statue errichtet worden war, folgte 1882 eine Statue für Niccolò Tommaseo, ein Werk von Francesco Barzaghi, 1885 eine für Giuseppe Garibaldi, die von Augusto Benvenuti stammte, schließlich eine für König Vittorio Emanuele II., ein Werk von Giulio Monteverde. Am 16. Februar 1883 wurde unter feierlichem Zeremoniell Richard Wagner nach Bayreuth überführt; er hatte bis zu seinem Tod am 13. Februar im Palazzo Vendramin-Calergi gewohnt. 1884 starb mit Bernardino Alvise Barozzi der letzte Adlige, der noch ins Goldene Buch eingetragen worden war.
Am 14. Dezember 1886 legte Bürgermeister Di Serego einen Plan zur Sanierung der Stadt vor. Gegen diese Pläne wandte sich der Historiker Pompeo Molment am 1. Februar 1887. Im März erfolgte die Gründung der später wichtigsten venezianischen Tageszeitung, des Gazzettino.
Am 3. August 1895 wurde der Bürgermeister erneut gewählt, musste aber wegen einer schweren Erkrankung auf das Amt verzichten. Er starb noch im selben Jahr.